# Lijst van rijksmonumenten in Dieren
De plaats Dieren telt 42 inschrijvingen in het rijksmonumentenregister. Hieronder een overzicht.
| Object                                                                       | Oorspronkelijke functie?  | Bouwjaar                | Architect      | Locatie                    | Coördinaten?                | Nr.?   | Afbeelding                                          |
| ---------------------------------------------------------------------------- | ------------------------- | ----------------------- | -------------- | -------------------------- | --------------------------- | ------ | --------------------------------------------------- |
| Pastorie der Herv.Kerk                                                       | Woonhuis                  | midden 19e eeuw         |                | Hogestraat 54              | 52° 2' 37" NB, 6° 6' 26" OL | 31833  | Pastorie der Herv.Kerk                              |
| Hervormde kerk                                                               | Kerk en kerkonderdeel     | 1846                    | J. Brink Evers | Kerkstraat 41              | 52° 2' 35" NB, 6° 6' 28" OL | 42121  | Meer afbeeldingen                                   |
| Seringenhof                                                                  | Woonhuis                  | 1891-1892               |                | Hoflaan 26                 | 52° 2' 30" NB, 6° 6' 14" OL | 519351 | Seringenhof                                         |
| (oorspr. Daniël)                                                             | Woonhuis                  | 1891-1892               |                | Hoflaan 30                 | 52° 2' 31" NB, 6° 6' 13" OL | 519352 | (oorspr. Daniël)                                    |
| Boschwijk                                                                    | Woonhuis                  | 1891-1892               |                | Hoflaan 34                 | 52° 2' 32" NB, 6° 6' 12" OL | 519353 | Boschwijk                                           |
| Oldegaerde                                                                   | Woonhuis                  | 1891-1892               |                | Hoflaan 36                 | 52° 2' 32" NB, 6° 6' 12" OL | 519354 | Oldegaerde                                          |
| DE PEPPEL                                                                    | Woonhuis                  | 1891-1892               |                | Hoflaan 28                 | 52° 2' 30" NB, 6° 6' 13" OL | 519355 | DE PEPPEL                                           |
| Villa                                                                        | Woonhuis                  | 1898-1899               |                | Zutphensestraatweg 19      | 52° 2' 46" NB, 6° 6' 33" OL | 519388 | Villa                                               |
| Emma                                                                         | Woonhuis                  | 1894-1895               | E. Lofvers     | Zutphensestraatweg 26      | 52° 2' 43" NB, 6° 6' 32" OL | 519389 | Meer afbeeldingen                                   |
| Elize                                                                        | Woonhuis                  | 1894-1895               |                | Zutphensestraatweg 28      | 52° 2' 44" NB, 6° 6' 32" OL | 519390 | Meer afbeeldingen                                   |
| Schoonzicht                                                                  | Woonhuis                  | 1894-1895               |                | Zutphensestraatweg 30      | 52° 2' 44" NB, 6° 6' 33" OL | 519391 | Meer afbeeldingen                                   |
| Ons Plekje                                                                   | Woonhuis                  | 1868                    |                | Zutphensestraatweg 32      | 52° 2' 44" NB, 6° 6' 33" OL | 519392 | Meer afbeeldingen                                   |
| Hoekstee                                                                     | Woonhuis                  | 1896-1897               |                | Zutphensestraatweg 36      | 52° 2' 46" NB, 6° 6' 34" OL | 519393 | Hoekstee                                            |
| Helma                                                                        | Woonhuis                  | 1896-1897               |                | Zutphensestraatweg 34      | 52° 2' 45" NB, 6° 6' 34" OL | 519394 | Helma                                               |
| Algemene Begraafplaats                                                       | Begraafplaats en -onderdl | 1842                    |                | Zilverakkerweg ongenummerd | 52° 2' 48" NB, 6° 5' 53" OL | 519406 | Meer afbeeldingen                                   |
| Toegangshek de algemene begraafplaats                                        | Begraafplaats en -onderdl | 1842                    |                | Zilverakkerweg ongenummerd | 52° 2' 48" NB, 6° 5' 53" OL | 519407 | Toegangshek de algemene begraafplaats               |
| Grafmonument van M. en J. de Koningh                                         | Begraafplaats en -onderdl | 1898                    |                | Zilverakkerweg ongenummerd | 52° 2' 56" NB, 6° 5' 21" OL | 519408 | Upload foto                                         |
| Grafmonument van W. Kölling                                                  | Begraafplaats en -onderdl |                         |                | Zilverakkerweg ongenummerd | 52° 2' 48" NB, 6° 5' 53" OL | 519409 | Grafmonument van W. Kölling                         |
| Woningcomplex met kapel en regentkamer                                       | Woonhuis                  | 1912-1913               |                | Harderwijkerweg 66         | 52° 2' 55" NB, 6° 5' 56" OL | 519411 | Meer afbeeldingen                                   |
| Hekwerk waarin toegangshek van de schweer bey der beckestichting             | Erfscheiding              | 1912-1913               |                | Harderwijkerweg bij 66     | 52° 2' 55" NB, 6° 5' 53" OL | 519412 | Meer afbeeldingen                                   |
| Centraal in de binnenhof van het woningcomplex gelegen gietijzeren waterpomp | Straatmeubilair           | 1912-1913               |                | Harderwijkerweg bij 66     | 52° 2' 55" NB, 6° 5' 53" OL | 519413 | Meer afbeeldingen                                   |
| Tuinaanleg van het voorplein en de binnenhof                                 | Tuin, park en plantsoen   | 1912-1913               |                | Harderwijkerweg bij 66     | 52° 2' 55" NB, 6° 5' 53" OL | 519414 | Meer afbeeldingen                                   |
| Dubbele villa met aangebouwde schuurtjes en tuinhek                          | Woonhuis                  | 1911-1912               | G.J. Uiterwijk | Hogestraat 4               | 52° 2' 27" NB, 6° 6' 17" OL | 519424 | Dubbele villa met aangebouwde schuurtjes en tuinhek |
| Dubbele villa                                                                | Woonhuis                  | 1910-1911               |                | Hogestraat 8               | 52° 2' 28" NB, 6° 6' 19" OL | 519426 | Dubbele villa                                       |
| Dubbel woonhuis met tuinhek en schuurtjes, oorspronkelijk één huis           | Werk-woonhuis             | 1843                    |                | Hogestraat 7               | 52° 2' 29" NB, 6° 6' 17" OL | 519427 | Meer afbeeldingen                                   |
| Telefoonbureau met woning en tuinhek                                         | Overheidsgebouw           | 1905-1906               | G. Bijlsma     | Hogestraat 27              | 52° 2' 34" NB, 6° 6' 22" OL | 519428 | Meer afbeeldingen                                   |
| Herenhuis met winkel, pakhuis en tuinhek                                     | Woonhuis                  | 1897-1898               |                | Hoflaan 1                  | 52° 2' 27" NB, 6° 6' 14" OL | 519429 | Herenhuis met winkel, pakhuis en tuinhek            |
| Acaciahof                                                                    | Boerderij                 | 1864-1865               |                | Zutphensestraatweg 15      | 52° 2' 45" NB, 6° 6' 31" OL | 519430 | Meer afbeeldingen                                   |
| Gazelle Rijwielfabriek                                                       | Industrie                 | 1902-1903               |                | Wilhelminaweg 8            | 52° 2' 51" NB, 6° 6' 17" OL | 519431 | Meer afbeeldingen                                   |
| Hof te Dieren, Koningsmuur                                                   | Tuin, park en plantsoen   | 17e eeuw (oorsprong)    |                | Arnhemsestraatweg bij 10   | 52° 2' 16" NB, 6° 5' 57" OL | 529439 | Meer afbeeldingen                                   |
| Hof te Dieren, Muur in park                                                  | Tuin, park en plantsoen   | tweede helft 17e eeuw   |                | Arnhemsestraatweg bij 10   | 52° 2' 16" NB, 6° 5' 57" OL | 529440 | Meer afbeeldingen                                   |
| Hof te Dieren, Moestuinmuur met hek                                          | Tuin, park en plantsoen   | 19e eeuw                |                | Kerkallee bij 2            | 52° 2' 8" NB, 6° 5' 50" OL  | 529441 | Meer afbeeldingen                                   |
| Hof te Dieren, Bombergse Huis                                                | Bijgebouwen kastelen enz. | 17e eeuw                |                | Arnhemsestraatweg 12       | 52° 2' 14" NB, 6° 5' 56" OL | 529442 | Meer afbeeldingen                                   |
| Hof te Dieren, brug                                                          | Tuin, park en plantsoen   | 1823                    |                | Arnhemsestraatweg 10       | 52° 2' 16" NB, 6° 5' 57" OL | 529443 | Meer afbeeldingen                                   |
| Hof te Dieren, IJskelder                                                     | Tuin, park en plantsoen   | 1870                    |                | Arnhemsestraatweg bij 10   | 52° 2' 16" NB, 6° 5' 57" OL | 529444 | Meer afbeeldingen                                   |
| Hof te Dieren, Tuinmanswoning: Groningse Huis                                | Bijgebouwen kastelen enz. | 1903                    |                | Arnhemsestraatweg 10       | 52° 2' 16" NB, 6° 5' 57" OL | 529445 | Meer afbeeldingen                                   |
| Hof te Dieren, Houten schuur                                                 | Bijgebouwen kastelen enz. | 19e eeuw                |                | Arnhemsestraatweg bij 10   | 52° 2' 16" NB, 6° 5' 57" OL | 529446 | Meer afbeeldingen                                   |
| Hof te Dieren, Boerderij                                                     | Boerderij                 | waarschijnlijk 18e eeuw |                | Kerkallee 2                | 52° 2' 9" NB, 6° 5' 50" OL  | 529447 | Meer afbeeldingen                                   |
| Hof te Dieren, Schuur                                                        | Boerderij                 | 19e eeuw                |                | Kerkallee bij 2            | 52° 2' 8" NB, 6° 5' 50" OL  | 529448 | Upload foto                                         |
| Hof te Dieren, Stuw                                                          | Tuin, park en plantsoen   | 19e eeuw                |                | Arnhemsestraatweg bij 10   | 52° 2' 16" NB, 6° 5' 57" OL | 529449 | Meer afbeeldingen                                   |
| Hof te Dieren, cascades                                                      | Tuin, park en plantsoen   | 1823                    |                | Arnhemsestraatweg bij 10   | 52° 2' 16" NB, 6° 5' 57" OL | 529450 | Meer afbeeldingen                                   |
| Hof te Dieren, park en tuin                                                  | Tuin, park en plantsoen   | ca. 1650                |                | Arnhemsestraatweg bij 10   | 52° 2' 37" NB, 6° 4' 51" OL | 529832 | Meer afbeeldingen                                   |